# I'billin
I'billin (hebrejsky אעבלין, arabsky إعبلين, v oficiálním přepisu do angličtiny I'billin) je místní rada (malé město) v Izraeli, v Severním distriktu.

## Geografie
Leží v nadmořské výšce 102 metrů na pahorcích na západním okraji Dolní Galileji. Jižně od města stojí hora Har Šifron. Městem protéká vádí Nachal Evlajim, do kterého tu od severu přitéká vádí Nachal Šechanija.
I'billin se nachází cca 12 kilometrů od Haifského zálivu. Město leží cca 90 kilometrů severoseverovýchodně od centra Tel Avivu a cca 18 kilometrů východně od centra Haify, v hustě osídleném pásu, přičemž osídlení v tomto regionu je etnicky smíšené. Vlastní I'billin je osídlen izraelskými Araby. Arabská jsou i další sídla v jeho bezprostředním sousedství, zejména město Šfar'am na jižní a město Tamra na severní straně. V jejich okolí ale leží i menší židovské vesnice. Západně od města pak začíná pobřežní nížina při Haifském zálivu s čiště židovským osídlením (konurbace měst Krajot). I'billin je na dopravní síť napojen pomocí lokální silnice 781, která na západě ústí do dálnice číslo 70.

## Dějiny
I'billin podle jedné teorie navazuje na starší židovské sídlo Ablajim (אבליים) z počátku letopočtu zmiňované v Talmudu a Mišně. Jiná teorie odvozuje jméno nynějšího arabského města od křižácké vesnice Abelin (אבלין). Ve městě se nachází hrob Dahera el-Omara - autonomního arabského vládce Galileje z 18. století. Město je považováno křesťanskými Araby za posvátné, protože tu žila Mariam Baouardy (zvaná al-Kiddisa: Svatá), která byla roku 1983 prohlášena za blahoslavenou. Narodila se ve vesnici Churfejš v Horní Galileji, pak se přestěhovala s rodiči do I'billinu.
I'billin byl stejně jako celá oblast jihozápadu Galileje dobyt izraelskou armádou během první arabsko-izraelské války v létě roku 1948. Izraelská armáda město obsadila 11. srpna 1948. Obyvatelstvo nebylo na rozdíl od mnoha jiných arabských vesnic dobytých Izraelem vysídleno a obec si zachovala svůj arabský ráz. V roce 1960 byla vesnice povýšena na místní radu (malé město).
Obyvatelé se zčásti zabývají zemědělstvím. V I'billinu fungují základní i střední školy. Působí zde školský ustav Mar Elias (מוסדות מאר אליאס) otevřený roku 1982, který nabízí prestižní základní, středoškolské a od roku 2002 i vysokoškolské vzdělání (coby pobočka University of Indianapolis). Vysoká škola v rámci Mar Elias je považována za první arabskou univerzitu v Izraeli. Je otevřena Arabům všech vyznání i Židům. Židé tvoří také část učitelského sboru.

## Demografie
I'billin je etnicky zcela arabské město. Podle údajů z roku 2005 tvořili arabsky mluvící muslimové 56 % obyvatelstva, arabští křesťané 43,7 % a arabsky mluvící Drúzové 0,3 % obyvatelstva. Jde o středně velké sídlo městského charakteru, třebaže zejména na okrajích obce je zástavba spíše vesnického typu. K 31. prosinci 2017 zde žilo 13 000 lidí.
| Rok            | 1922 | 1931  | 1945  | 1955  | 1961  | 1972  | 1980  | 1983  | 1990  | 1993  | 1994  | 1995  | 1996  | 1997  | 1998  | 1999  | 2000  |
| -------------- | ---- | ----- | ----- | ----- | ----- | ----- | ----- | ----- | ----- | ----- | ----- | ----- | ----- | ----- | ----- | ----- | ----- |
| Počet obyvatel | 817  | 1 116 | 1 660 | 1 900 | 2 400 | 3 700 | 5 300 | 6 000 | 7 200 | 7 900 | 8 100 | 8 300 | 8 500 | 8 800 | 9 000 | 9 300 | 9 500 |

| Rok            | 2001  | 2002   | 2003   | 2004   | 2005   | 2006   | 2007   | 2008   | 2009   | 2010   | 2011   | 2012   | 2013   | 2014   | 2015   | 2016   | 2017   |
| -------------- | ----- | ------ | ------ | ------ | ------ | ------ | ------ | ------ | ------ | ------ | ------ | ------ | ------ | ------ | ------ | ------ | ------ |
| Počet obyvatel | 9 800 | 10 000 | 10 300 | 10 500 | 10 700 | 11 000 | 11 200 | 11 362 | 11 456 | 11 700 | 11 900 | 12 300 | 12 300 | 12 500 | 12 700 | 12 800 | 13 000 |